# Агапов, Геннадий Михайлович
Генна́дий Миха́йлович Ага́пов (5 декабря 1933, Кёнигсберг — 22 июля 1999, Екатеринбург) — советский легкоатлет, специалист по спортивной ходьбе на 20 и 50 км. Выступал на всесоюзном уровне в период 1962—1972 годов, участник двух летних Олимпийских игр, серебряный призёр чемпионата Европы, трёхкратный чемпион СССР, победитель многих стартов всероссийского и областного значения. На соревнованиях представлял свердловскую команду СКА, мастер спорта международного класса. Преподаватель физического воспитания в Свердловском высшем военно-политическом танко-артиллерийском училище.

## Биография
Родился 5 декабря 1933 года в Кёнигсберге.
Активно заниматься лёгкой атлетикой начал с раннего детства, проходил подготовку в Свердловске в команде СКА под руководством тренеров С. А. Лобастова и А. Фруктова.
Первого серьёзного успеха на взрослом уровне добился в сезоне 1962 года, когда выступил на чемпионате СССР в Москве и в ходьбе на 50 км выиграл бронзовую медаль. Два года спустя на всесоюзном первенстве в Киеве стал серебряным призёром в ходьбе на 20 км и благодаря череде удачных выступлений удостоился права защищать честь страны на летних Олимпийских играх в Токио — стартовал здесь на пятидесятикилометровой дистанции и показал на финише двенадцатый результат. По итогам сезона удостоен почётного звания «Мастер спорта СССР международного класса».
В 1965 году на чемпионате СССР в Алма-Ате Агапов обошёл всех своих соперников на 50 км и завоевал тем самым золотую медаль, кроме того, со временем 3:55.36 он установил мировой рекорд в этой дисциплине, продержавшийся более шести лет (Агапов стал первым рекордсменом мира, преодолевшим эту дистанцию менее чем за четыре часа). В следующем сезоне защитил звание чемпиона Советского Союза и побывал на чемпионате Европы в Будапеште, откуда привёз награду серебряного достоинства — на пятидесяти километрах его опередил только действующий чемпион итальянец Абдон Памич.
На Спартакиаде народов СССР 1967 года в Москве, где также разыгрывалось всесоюзное первенство по лёгкой атлетике, Геннадий Агапов вновь одержал победу на дистанции 50 км. Через год на чемпионате СССР в Ленинакане выиграл серебряную медаль в ходьбе на 20 км, уступив на финише олимпийскому чемпиону Владимиру Голубничему. Будучи одним из лидеров советской легкоатлетической команды, благополучно прошёл отбор на Олимпийские игры в Мехико, шёл на пятидесятикилометровой дистанции, однако финишировать не смог.
После неудачной Олимпиады в Мехико Агапов остался в основном составе советской национальной сборной и продолжил принимать участие в крупнейших международных стартах. Так, в 1969 году на двадцати километрах он взял серебро на чемпионате СССР в Киеве, пропустив вперёд только Николая Смагу, и выступил на чемпионате Европы в Афинах, где, тем не менее, был дисквалифицирован. В 1968 и 1972 годах устанавливал мировые рекорды в ходьбе на 20 км, неоднократно ставил рекорды по ходьбе по беговой дорожке, хотя все они не считаются официальными, так как Международная ассоциация легкоатлетических федераций в то время не ратифицировала рекорды в данных дисциплинах. Является почётным мастером спорта.
После завершения карьеры спортсмена до выхода на пенсию работал преподавателем на кафедре физического воспитания Свердловского высшего военно-политического танко-артиллерийского училища.
Умер 22 июля 1999 года в Екатеринбурге в возрасте 65 лет. Похоронен на Сибирском кладбище Екатеринбурга.